# Square Desaix
Le square Desaix est une voie du 15e arrondissement de Paris, en France.

## Situation et accès
Le square Desaix est une voie publique située dans le 15e arrondissement de Paris. Il débute au 33, boulevard de Grenelle et se termine en impasse.

## Origine du nom

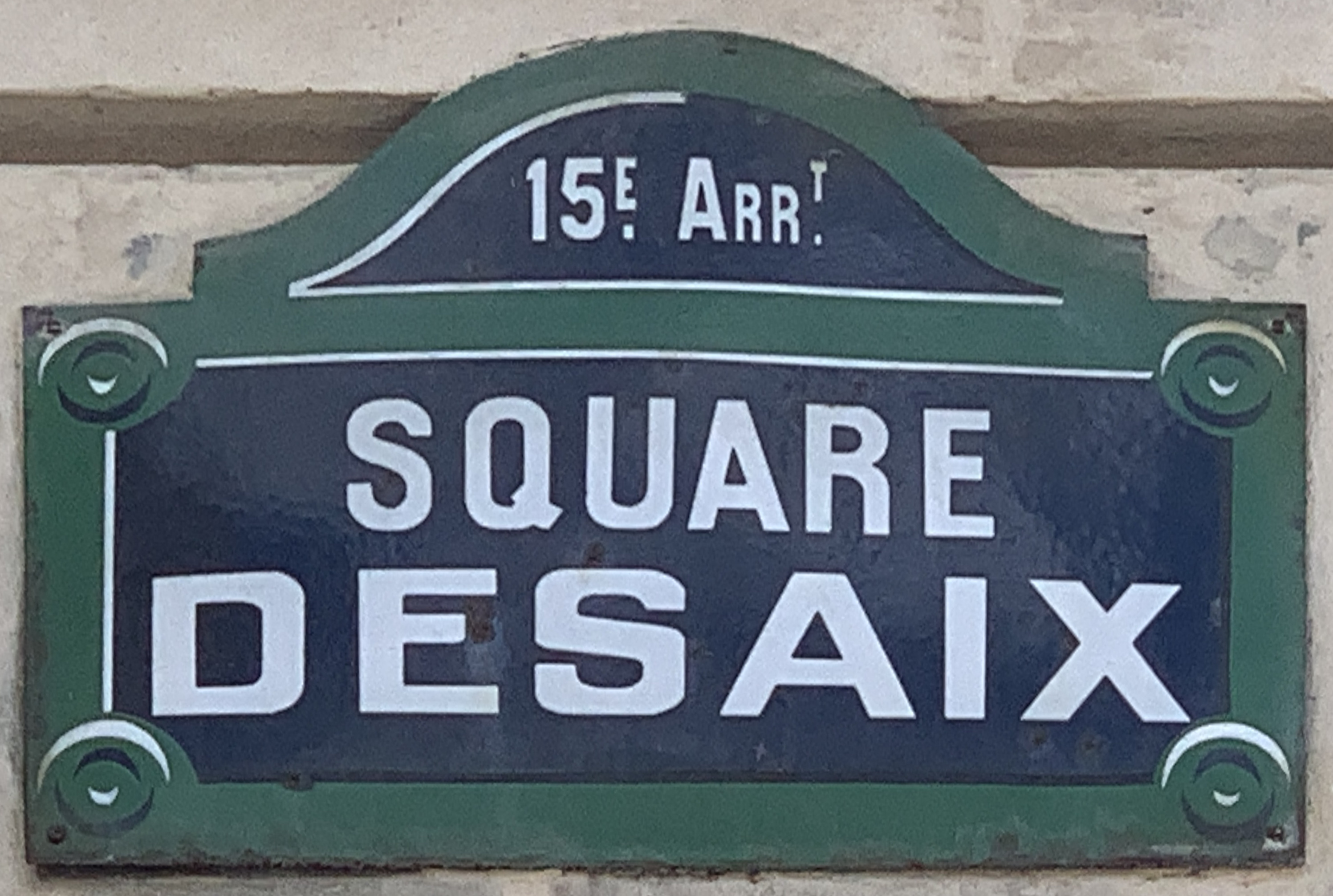
Plaque du square.

La voie est nommée en référence au général Desaix (né en 1768), vainqueur de la bataille de Marengo, au cours de laquelle il trouve la mort le 14 juin 1800.

## Historique
Cette voie a été ouverte en 1912.
L'architecte Henri Pacon a habité au no 8.